# Josef Sýkora (fotbalista)
Josef Sýkora (* 25. dubna 1922) je bývalý český fotbalista, obránce.

## Fotbalová kariéra
V československé lize hrál za Kladno a Teplice. V lize nastoupil ve 186 utkáních.

## Ligová bilance
| Ročník                                     | Zápasy | Góly | Klub               |
| ------------------------------------------ | ------ | ---- | ------------------ |
| Národní liga 1941/42                       | 11     | 0    | SK Kladno          |
| Národní liga 1942/43                       | 21     | 0    | SK Kladno          |
| Národní liga 1943/44                       | 9      | 0    | SK Kladno          |
| Státní liga 1945/46                        | 17     | 0    | SK Kladno          |
| Státní liga 1946/47                        | 20     | 0    | SK Kladno          |
| Státní liga 1948                           | 6      | 0    | Sokol Teplice      |
| Celostátní československé mistrovství 1949 | 26     | 0    | Technomat Teplice  |
| Celostátní československé mistrovství 1950 | 26     | 0    | Technomat Teplice  |
| Mistrovství československé republiky 1951  | 25     | 0    | Vodotechna Teplice |
| Mistrovství československé republiky 1952  | 25     | 0    | Ingstav Teplice    |
| CELKEM                                     | 186    | 0    |                    |